# Фелісіті Лотт
Фелісіті Лотт (08 травня 1947, Челтнем, Велика Британія) — британська оперна співачка (сопрано).

## Біографія
Народилася 8 травня 1947 року у Челтнемі. Закінчила Королівську музичну академію. 